# Ravkikkerten (bog)
Ravkikkerten er den tredje og sidste bog i Philip Pullmans fantasytrilogi, Det gyldne kompas. Den forsætter hvor Skyggernes Kniv slap.

## Handling
Lyra er forsvundet, og Will befinder sig alene i et uvejsomt og stormfuldt bjergområde.
To engle kommer til ham og beder ham følge med dem nordpå til Lord Asriel fæstningen, hvor et slag af kosmiske dimensioner er under opsejling. Men Will nægter at adlyde dem, for han har kun en tanke i hovedet: Han må finde Lyra. Og det viser sig at være en større udfordring, end han havde forestillet sig.
| Bog | Spire Denne artikel om bøger og tidsskrifter er en spire som bør udbygges. Du er velkommen til at hjælpe Wikipedia ved at udvide den. |